# آئودی آراس۴

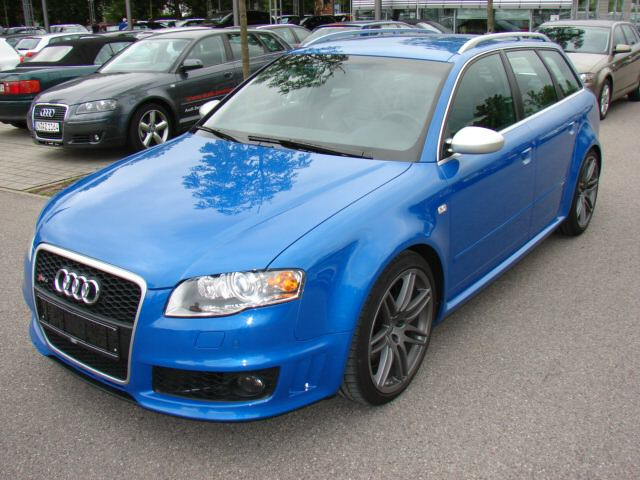

آئودی آراس۴ (Audi RS4) خودرویی است که در سال‌های B5: ۲۰۰۰ تا ۲۰۰۱، B7: ۲۰۰۶–۲۰۰۸در آلمان تولید شده‌است. طراحی آن موتور جلو، خودرو چهار چرخ محرک بوده است.

آئودی آر اس ۴ بالاترین رده سری ای ۴ می‌باشد و فقط در بعضی از نسلهای رده شاسی ای ۴ به بازار عرضه شده است.
قدیمترین نسل این خودرو در سال ۲۰۰۰ و بر روی شاسی بی ۵ به بازار عرضه شد. این نسل از آر اس 4 تنها به صورت آوانت عرضه شد.

نسل دوم این شاسی بعد از وقفه طولانی در سال ۲۰۰۶ به بازار عرضه شد. این نسل بر روی شاسی بی ۷ ساخته شد. این مدل از آر اس ۴ در اروپا به ۳ صورت آوانت، سدان و کروکی و در امریکا به ۲ صورت بدنه سدان و کابریوله تولید شد.